# 広島市立石内小学校
広島市立石内小学校（ひろしましりついしうちしょうがっこう）は、広島県広島市佐伯区五日市町石内にある公立小学校。

## 沿革
- 1875年（明治8年）2月10日 - 宇群に寿教館創立
- 1877年（明治10年）2月12日 - 教場分校を設置
- 1878年（明治11年）5月3日 - 教場小学校に改称
- 1887年（明治20年）4月1日 - 校舎を字宇崎に改築移転
- 1887年（明治20年）10月17日 - 石内簡易小学校に改称
- 1891年（明治24年）8月1日 - 石内尋常小学校に改称、修業年限3年
- 1895年（明治28年）4月1日 - 裁縫科を加設
- 1898年（明治31年）4月1日 - 修業年限4年に変更
- 1902年（明治35年）4月1日 - 高等科が併設され、石内尋常高等小学校に改称、校舎2階建てになる
- 1910年（明治43年）4月1日 - 尋常科義務教育6年、高等科2年となる
- 1927年（昭和2年）12月27日 - 木造2階建校舎2棟改築
- 1941年（昭和16年）4月1日 - 石内国民学校に改称、尋常科を初等科とし初等科と高等科をおく
- 1947年（昭和22年）4月1日 - 石内村立石内小学校に改称
- 1955年（昭和30年）4月1日 - 五日市町立石内小学校に改称
- 1977年（昭和52年）4月1日 - 広島市立五月が丘小学校を分離開校
- 1985年（昭和60年）3月20日 - 広島市立石内小学校に改称
- 1987年（昭和62年）3月11日 - 屋内体育館竣工
- 2009年（平成21年） - 新校舎完成

## 校区
- 広島市立五月が丘中学校の校区[1]
  - 五日市町大字石内、石内上一丁目
- 広島市立三和中学校の校区
  - 五日市町大字石内（藤の木小学校と五月が丘中学校の学区分を除く）、石内南一丁目～石内南五丁目

## アクセス
- JR西日本山陽本線 五日市駅下車
- 広島電鉄宮島線 広電五日市駅下車

## 著名な出身者
- 新藤兼人（映画監督、脚本家）
- 名原典彦（プロ野球選手）